# Проспект Валерия Лобановского
Проспе́кт Вале́рия Лобано́вского (укр. проспект Валерія Лобановського) — проспект в Соломенском и Голосеевском районах города Киева, местности Чоколовка, Александровская слободка, Проновщина, Монтажник, Со́вки, Ширма, Демиевка. Пролегает от Севастопольской до Демиевской площади. 
Примыкают улицы Максима Токарева, Богодуховская, Максима Кривоноса, Братьев Зеровых, Василия Овсиенко, Алексеевская, Озёрная, Василия Барки, Златопольская, Григория Кочура, Дачная, Донская (1-е примыкание), Андрея Головко, Чоколовский бульвар, Оборонная, Караимский переулок, Народная улица, Новонародный переулок, улицы Крутогорная, проезд без названия к Крутогорной улице, улицы Похилая, Владимира Брожко, Совские пруды, улицы Холодноярская, Наталии Лотоцкой, Мыстецкая, проезд без названия к Костанайской улице, Фрометовская улица (1-е примыкание), улица Ивана Пидковы, переулок Гулака-Артёмовского, проезд к Фрометовской улице (бывший Фрометовский переулок) и Демиевская улица.

## История
Проспект сформировался путём объединения ряда улиц, существовавших ранее: Совской (возникла в 1897 году, от современной Московской площади до района Майкопской улицы), 1-й Софиевской (возникла около 1920—30-х годов, от Дачной улицы до Народной улицы, позднее была объединена с Краснозвёздной улицей), Краснозвёздной (возникла во 2-й половине 1940-х годов, от современной Севастопольской площади до Дачной улицы), Семёна Палия (возникла в 1950-х годах, от Крутогорной улицы до Совских прудов). В 1974 году на базе этих улиц и ещё ряда старых проездов была сформирована единая магистраль, получившая название Краснозвёздный проспект (укр. Червонозоряний проспект).
Современное название в честь советского и украинского футболиста и футбольного тренера Валерия Лобановского — с 2015 года.

## Проспект в наше время
В наше время это — скоростная автомагистраль, часть Малой Окружной дороги. В 2004 году была проведена реконструкция проспекта, вследствие чего было ликвидировано большинство светофоров, построено 4 подземных перехода и проложена новая троллейбусная линия (до этого с 1963 до 25 мая 2004 года существовал автобус № 17).
Протяжённость проспекта составляет 4,8 км.
26 февраля 2022 года дом № 6а был частично разрушен российской ракетой при обстреле Киева в ходе вторжения России на Украину — уничтожены квартиры на нескольких этажах. Силами жителей через некоторое время были разобраны завалы и установлены распорки поддерживающие перекрытия здания от обрушения. Специалистами дом признан аварийным, но подлежащим восстановлению. В июле 2022 началась реконструкция дома.

## Особенности проспекта
Большая часть застройки проспекта — одноэтажная частная.
В средней части проспекта находятся Совские пруды — уникальное заповедное место в центральной части города с сохранённой экосистемой. Представляет собой большие заболоченные луга с прудами, камышовыми зарослями, вербами.

## Интересные факты
В конечной части проспекта сохранилась 1—2-этажная застройка конца XIX — начала XX века. В частности, сохранилось здание школы, в которой учился Валерий Лобановский (дом № 148).
В начальной части проспекта, в школе № 144 (ныне — Лицей таможенной службы № 144), учился Олег Блохин (дом № 6).

## Географические координаты
Начало 50°25′31″ с. ш. 30°27′36″ в. д.
Конец 50°24′25″ с. ш. 30°31′05″ в. д.

## Транспорт
- Троллейбусы 42
- Автобусы 22, 28, 119
- Маршрутное такси 205, 239, 477
- Станция метро «Лыбедская»
- Станция метро «Демиевская»

## Здания
| 2    | 2,2,5 | 1940-1970-е                   | Медицинский комплекс (родильный дом, районная поликлиника) |
| 3    | 5     | 1950-е                        | Индивидуальный проект                                      |
| 4а   |       | 2007—2009                     | Индивидуальный проект                                      |
| 4б   |       | 2007—2010                     | Индивидуальный проект                                      |
| 5    | 6     | 1955                          | Индивидуальный проект                                      |
| 5а   | 9     | 1974                          |                                                            |
| 6    | 5     | 1956; реконструкция 2004—2008 | Школа                                                      |
| 7/2  | 4     | между 1947 и 1956             | Индивидуальный проект                                      |
| 9/1  | 16    | 1998                          | Индивидуальный проект                                      |
| 10   | 9     | 1980-е                        | Общежитие                                                  |
| 12   | 16    | 1998                          | Индивидуальный проект                                      |
| 14   | 10,12 | 1999                          | Индивидуальный проект                                      |
| 15/7 | 2     | 1970-е                        |                                                            |
| 17   | 5     | 1990-е                        | Индивидуальный проект                                      |
| 18   | 16    | 1992                          | Индивидуальный проект                                      |
| 23   | 4     | 1954                          |                                                            |
| 25   | 4     | 1954                          |                                                            |
| 27   | 9     | 1973                          |                                                            |
| 29   | 9     | 1971                          |                                                            |
| 31   | 9     | 1971                          |                                                            |
| 33   | 9     | 1971                          |                                                            |
| 35   | 5     | 1962                          | Хрущёвка                                                   |
| 37   | 14    | 1979                          | «Башня Вулыха»                                             |
| 39а  | 14    | 1979                          | «Башня Вулыха»                                             |
| 39б  | 14    | 1979                          | «Башня Вулыха»                                             |
| 41   | 5     | 1960                          |                                                            |
| 51   | 9     | 1980-е                        | Индивидуальный проект (научное учреждение)                 |
| 53   | 5     | 1960                          | Хрущёвка                                                   |
| 55   | 5     | 1973                          | Хрущёвка                                                   |
| 57   | 5     | 1957                          | Хрущёвка                                                   |
| 96   | 9     | 1996                          | Индивидуальный проект                                      |
| 98   | 9     | 1980-е                        | Общежитие                                                  |
| 115  | 4     | 1970-е                        | Промышленные сооружения                                    |
| 115а | 2     | бл.1905-1910                  |                                                            |
| 115б | 3     | 1950-е                        |                                                            |
| 117  | 9     | 1969                          |                                                            |
| 119  | 6     | 1970-е                        | Промышленные сооружения                                    |
| 123  | 5     | 1950-е                        | Индивидуальный проект                                      |
| 140  | 2     | 1905                          | Дореволюционные здания                                     |
| 140а | 2     | 1905                          | Дореволюционные здания                                     |